# كارين ساندلر
كارين ساندلر (بالإنجليزية: Karen Sandler) هي المديرة التنفيذية مؤسسة جنوم
، محامية، والمستشارة العامة السابق للمركز القانوني لحرية البرمجيات.

## العمل في البرمجيات الحرة

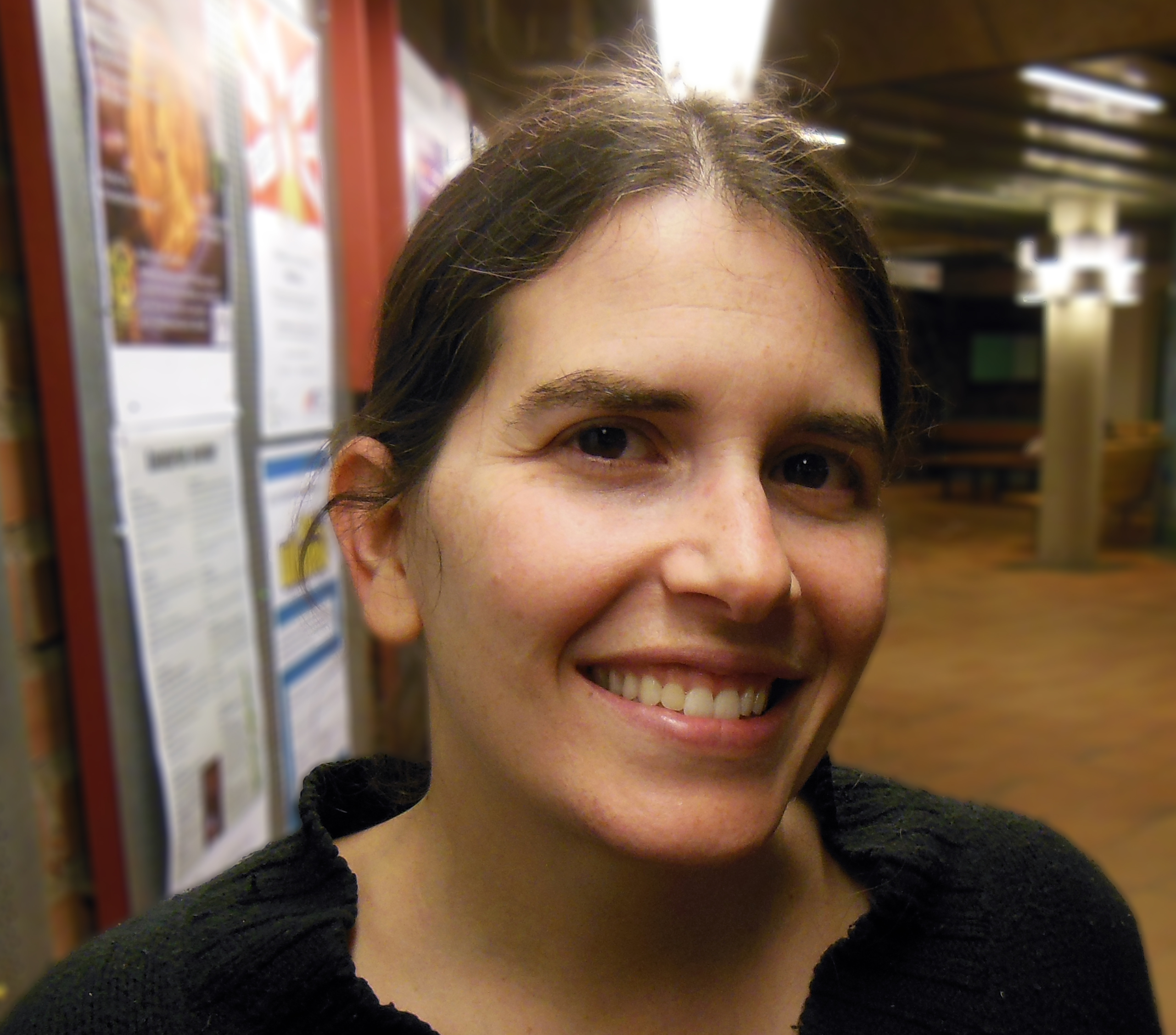
كارين ساندلر في FSCONS 2013 في غوتنبرغ.

اعتباراً من عام 2011, أصبحت كارين ساندلر المديرة التنفيذية لمؤسسة جنوم.
وبين 31 أكتوبر عام 2005 
و 21 يونيو عام 2011 عملت كارين في مركز قانون البرمجيات الحرة (SFLC)
وتعد أول مستشارة قانونية ومن ثم المستشارة العامة للمنظمة بعد 6 يناير عام 2010.
أثناء عملها في مركز قانون البرمجيات الحرة، قدمت كارين النصح لمجموعة واسعة من المنظمات الحرة والبرمجيات المفتوحة المصدر
مثل مؤسسة البرمجيات الحرة و X.Org ومؤسسة اباتشي للبرمجيات والبرمجيات في المصلحة العامة وصيانة البرمجيات الحرة Software in the Public Interest
ومن أجل مركز قانون البرمجيات الحرة (SFLC) أصبحت المتحدثة العامة عن قضايا البرامج الحرة والبرامج المفتوحة المصدرفي المؤتمرات متل أوكازون وسكيل ولينوكس كون 
و في عام 2010 قادت كارن مبادرة دعوة من أجل البرامج الحرة الأجهزة الطبية المزروعةs التي تنظم شروط وراثة قلب (من واهب).
قبل عملها مع SFLC كانت كارن تعمل مساعدة في شركة إدارة في جيبسون وعملت في شركة Dunn & Crutcher LLP (شركة محاماة كبيرة) في نيويورك وأيضاً في كليفورد تشانس في نيويورك ولندن
تلقت ساندلر شهادة المحاماة من مدرسة المحاماة الكولومبية في 2000 حيث كانت طالبة في جيمس كينت والمؤسسة المساعدة لمجلة القانون للعلوم والتكنولوجيا في كولومبيا
وحصلت على الباكلورياس في الهندسة من جامعة كوبر يوينون The Cooper Union
شغلت كارين بالإضافة إلى عملها في مؤسسة جنوم منصب مستشارة عامة لحقوق النشر والطباعة  وموظفة في مجلس البرمجيات الحرة وهي أيضاً المشاركة في استضافة الحرية في الأعمال الحرة. She is also co-host of the "Free as in Freedom" podcast.

## الحياة الشخصية
تزوجت كارين من مايك تارانتينو، الذي سبق وترشح لجائزة غرامي في الهندسة الصوتية بتاريـخ 21 أيار 2011.
كانت الدعوة لزفافهما عبارة عن كاسيت من التسجيلات الصوتية مغطى بالكامل بأرقام من منشورات الاتنرنت.